# Pterolophia consularis
Pterolophia consularis là một loài bọ cánh cứng trong họ Cerambycidae.